# Empanda
Empanda is een geslacht van spinnen uit de familie springspinnen (Salticidae).

## Soorten
De volgende soorten zijn bij het geslacht ingedeeld:
- Empanda ornata (Peckham & Peckham, 1885)